# Straton House
Straton House ist ein Wohngebäude in der schottischen Kleinstadt Montrose in der Council Area Angus. 1971 wurde das Bauwerk in die schottischen Denkmallisten in der höchsten Denkmalkategorie A aufgenommen.

## Geschichte
Am Standort von Straton House befand sich ein Vorgängerbauwerk, dessen Eigentümer lückenlos bis in das Jahr 1663 zurückverfolgbar sind. Wann es jedoch erbaut wurde, ist unklar. Straton House wurde 1762 durch John Straton auf den Fundamenten des Vorgängerbauwerks errichtet. Ursprünglich war sein Grundstück weitläufiger. Heute ist es allseitig umbaut. Voraussetzung für den Verkauf der umliegenden Grundstücksteile im Laufe des 18. Jahrhunderts war die Einrichtung eines Tordurchgangs zwischen den Gebäuden 9–11 Castle Gate, welcher heute den einzigen Zugang zu Straton House bietet.

## Beschreibung
Das Gebäude steht inmitten eines Karrees im historischen Zentrum von Montrose. Es ist zu allen Seiten von Wohngebäuden umgeben und straßenseitig nicht einsehbar. Das zwei- bis dreistöckige Straton House weist einen L-förmigen Grundriss auf. Sein Mauerwerk besteht aus Backstein, wobei das ältere Bruchsteinfundament sichtbar ist. Die Fassaden sind meist unsymmetrisch ausgeführt. Das zweiflüglige Holzportal an der Westseite schließt mit einem Kämpferfenster. Es verfügt über ein geschwungenes, auf schmiedeeisernen Konsolen gelagertes Vordach. Die fünf Achsen weite, gartenseitige Ostfassade ist mit zwei gläsernen Eingangstüren, Holzgesimsen und Bleiglasfenstern gestaltet. Die steilen Dächer sind mit grauem Schiefer eingedeckt. Den First zieren Terrakottaziegel. Im Innenraum sind die Räume des ersten Obergeschosses hervorzuheben, die mit korinthischen Pilastern, Bekrönungen und Friesen ausgestaltet sind.